# Mbondjanga
Mbondjanga est un village de la commune de Bankim situé dans la région de l'Adamaoua et le département de Mayo-Banyo au Cameroun, près de la frontière avec le Nigeria

## Population
En 1967, Mbondjanga comptait 94 habitants, principalement Kondja.
Lors du recensement de 2005, 1 043 personnes y ont été dénombrées.